# Edward Sapir
Edward Sapir (Lębork, Imperio alemán, 26 de enero de 1884-New Haven, Connecticut, 4 de febrero de 1939) fue un antropólogo y lingüista estadounidense. Sapir es una de las figuras de referencia de la lingüística estructural, y uno de los creadores de la hipótesis de Sapir-Whorf.

## Trayectoria profesional
Edward Sapir nació en Lębork, entonces parte del Imperio alemán y actualmente de Polonia, en el seno de una familia judía ortodoxa que emigraría a Estados Unidos a finales del siglo XIX. Fue discípulo del antropólogo Franz Boas, precursor del relativismo cultural, y profesor de Benjamin Whorf. Es considerado uno de los lingüistas más importantes de Estados Unidos, y ha influido sobre otros lingüistas importantes, como Noam Chomsky.
Sapir fue profesor de la Universidad de Chicago y, más tarde, de la Universidad de Yale (1931-1939). Entre sus alumnos se destacan Li Fang-kuei, Benjamin Whorf, Mary Haas y Harry Hoijer; ejerció influencia en la Escuela de Sociología de Chicago, fue amigo del psicólogo Harry Stack Sullivan, y consideró al semitólogo Zellig Harris su heredero intelectual.
Estudioso de los lenguajes amerindios, fue uno de los primeros en investigar las relaciones entre el lenguaje y la antropología. En 1921 afirmó que el lenguaje determina el pensamiento, de forma que cada lengua lleva aparejada una forma de pensar. La idea de Sapir fue adoptada y desarrollada durante los años 1940 por Benjamin Whorf, y finalmente se convirtió en la hipótesis de Sapir-Whorf. 
Sapir dijo que la lengua es un método de comunicación de ideas, emociones y deseos por medio de símbolos producidos voluntaria y no instintivamente, por lo que el lenguaje es resultado de un proceso meramente cultural y social.

## Obra

### Libros
- Wishram Texts (1909)
- Language: An introduction to the study of speech (1921) (link)
- Nootka Texts (1939)

### Ensayos y artículos
- The Function of an International Auxiliary Language (link)
- The problem of noun incorporation in American languages. Am. Anthropol. 13:250-82. (1911)
- Time Perspective in Aboriginal American Culture: A Study in Method. Canada Department of Mines, Geological Survey, Memoir 90. Anthropological Series, N.º 13. (1916)